# São Braz do Piauí
São Braz do Piauí is een gemeente in de Braziliaanse deelstaat Piauí. De gemeente telt 4.455 inwoners (schatting 2009).